# 仏教系大学
仏教系大学（ぶっきょうけいだいがく）とは、仏教に関連する組織や人物が設立した大学である。特に日本においては伝統宗派である十三宗五十六派が設立したものをさす。
その性質上、古くは僧侶養成に重点が置かれていたが、信徒の教養教育、技芸教育にも力を入れるようになり、人文系、福祉系、教育系、医療系などの学部を有する。

## 沿革
インドにて、上記の目的を達成するため、治世者の援助で、ナーランダ僧院、ヴィクラマシーラ僧院などが設立され、法顕や玄奘などが遊学している。

### 東南アジア各国
タイやミャンマー、スリランカなど、テーラワーダ仏教国では、国立や寺院立の大学が、後継者育成のために設立されている。

### 日本
平安時代初期に、一般大衆向けの綜藝種智院が設立されたが、空海滅後に衰微し、比叡山や高野山などで僧侶養成のカリキュラムが構築された。
室町時代後期から江戸期にかけ、各宗派で檀林と呼ばれる僧侶養成機関が設立され、明治維新、学制改革を経て、今日の新制大学に至る。これらの大学は仏教系大学会議を結成し、音楽祭や単位互換制度、図書館相互利用制度などの交流活動を行っている。
設立の経緯から仏教学部、仏教学科を擁している場合が多く、佛教大学のように、名称に仏教を冠している大学もある（四天王寺大学も、2007年度まで四天王寺国際仏教大学を名乗っていた）。
戦後すぐまでの学生の割合は、寺院の後継者がほとんどであったが、2024年現在においては、一般家庭出身者の割合の方が高い。
ミッション系大学に対抗して「シャクソン系大学」（釈尊系）という呼び方も一部にある。

### 台湾
国民党の統治開始以降、大陸から渡来した僧侶らによって、佛光山や法鼓山など各宗派が設立された後、後継者の育成、信徒の技芸教育のため、大学が設立され始めた。

### 韓国
日本の統治終了後に復活した曹渓宗などの諸宗派によって、後継者の育成、一般の人々の技芸教育のため、東国大学校などの大学が設立され始めた。

### 欧米各国
欧米各国に伝道した各宗派によって、大学がそれぞれ設立されている事例が見られる。

## 各国の仏教系大学

### 日本の仏教系大学
日本にある仏教系大学はすべて大乗仏教系であって、上座部仏教系大学は存在しない。

#### 平安時代より前の仏教
- 四天王寺（和宗）
  - 四天王寺大学

（平安仏教）

#### 天台宗系
- 天台宗
  - 大正大学

#### 真言宗系
- 古義真言宗各派
  - 種智院大学
- 高野山真言宗
  - 高野山大学
  - 大阪千代田短期大学
- 真言宗智山派
  - 大正大学
- 真言宗豊山派
  - 大正大学
  - こども教育宝仙大学 - 宝仙寺
- 大覚寺（真言宗大覚寺派）
  - 嵯峨美術大学
  - 嵯峨美術短期大学

（鎌倉仏教）

#### 浄土宗系
- 浄土宗
  - 大正大学
  - 佛教大学
  - 京都華頂大学
  - 京都文教大学
  - 埼玉工業大学
  - 東海学園大学
  - 淑徳大学
- 西山浄土宗
  - 京都西山短期大学
- 時宗
  - 大正大学

#### 浄土真宗系
- 西本願寺（浄土真宗本願寺派）[1]
  - 龍谷大学
  - 武蔵野大学
  - 京都女子大学
  - くらしき作陽大学
  - 相愛大学
  - 岐阜聖徳学園大学
  - 兵庫大学
  - 筑紫女学園大学
  - 九州龍谷短期大学
  - 東九州短期大学
- 東本願寺（真宗大谷派）[2]
  - 大谷大学
  - 大阪大谷大学
  - 同朋大学
  - 名古屋音楽大学
  - 名古屋造形大学
  - 京都光華女子大学
  - 愛知文教大学
  - 札幌大谷大学
  - 函館大谷短期大学
  - 札幌大谷短期大学
  - 帯広大谷短期大学
  - 九州大谷短期大学
  - 飯田短期大学
- 浄覚寺 (鯖江市)（真宗誠照寺派）
  - 仁愛大学
- 専修寺（真宗高田派）
  - 高田短期大学

#### 法華宗系
- 日蓮宗
  - 立正大学
  - 身延山大学
  - 文教大学
  - 日本福祉大学
  - 東京立正短期大学 - 妙法寺 (杉並区)
  - 京都経済短期大学

#### 曹洞宗系
- 曹洞宗
  - 駒澤大学
  - 愛知学院大学
  - 東北福祉大学
  - 駒沢女子大学 - 永平寺
  - 鶴見大学 - 總持寺

#### 臨済宗・黄檗宗系
- 妙心寺派
  - 花園大学
  - 常葉大学 - 龍雲寺 (浜松市)
  - 正眼短期大学 - 正眼寺

#### 超宗派系
- 大正大学 - 天台宗、真言宗智山派、真言宗豊山派、浄土宗、時宗の連合
- 足利大学 - 栃木県足利市内の寺院17箇寺の連合

#### その他、仏教に関連する組織や人物が設立した大学
- 東洋大学 - 井上円了の哲学館が前身。1979年まで仏教学科が存在した[3]。
- くらしき作陽大学 - 大乗仏教
- 精華女子短期大学
- 聖和学園短期大学

### インドの仏教系大学
- 新ナーランダ大学 - 州立[4]

### スリランカの仏教系大学
- パーリ仏教大学

### タイの仏教系大学
- マハーチュラロンコーンラージャヴィドゥャ大学 - 公立
- モンクット仏教大学 - 公立
- ナコンラーチャシマー仏教大学 - 寺院立
- 国際仏教大学 (タイ)

### ミャンマーの仏教系大学
- 国際仏教大学 (ミャンマー) - 国立

### 韓国の仏教系大学
- 曹渓宗
  - 東国大学校
  - 中央僧伽大学校
- 天台宗 (朝鮮)
  - 金剛大学校

### 台湾の仏教系大学
- 佛光山
  - 佛光大学
  - 南華大学
- 玄奘大学
- 華梵大学
- 慈済基金会
  - 慈済大学
  - 慈済技術学院

### アメリカの仏教系大学
- 仏教大学院 - 浄土真宗本願寺派（西本願寺）米国仏教団
- ナローパ大学（英語版） - チベット仏教[5]
- 西来大学（英語版） - 佛光山立[6]

### オーストラリアの仏教系大学
- 南天大学（英語版） - 佛光山立[7]

## 各国の仏教系新宗教の大学

### 日本の仏教系新宗教の大学
- 創価学会
  - 創価大学
  - 創価女子短期大学
- 霊友会
  - 国際仏教学大学院大学

### 韓国の仏教系新宗教の大学
- 円仏教
  - 圓光大学校
  - 霊山禅学大学校（朝鮮語版）

### アメリカの仏教系新宗教の大学
- 創価学会インタナショナル(SGI)
  - アメリカ創価大学
- 円仏教
  - アメリカ神学大学院大学校（英語版）